# Charlotte Hartwig
Charlotte Hartwig (geborene Otto; * 14. Oktober 1920 in Chemnitz; † 2009) war eine deutsche Widerstandskämpferin gegen den Faschismus und Abgeordnete der Volkskammer der DDR.

## Leben
Hartwig, aus einer bürgerlichen Familie stammend, besuchte die Volks- und die Oberschule. Sie leistete aktiven Widerstand gegen das Hitler-Regime und wurde im Zuchthaus Waldheim inhaftiert, aus dem sie im Mai 1945 von sowjetischen Soldaten befreit wurde.   
Sie kehrte 1945 in ihre Heimatstadt Chemnitz zurück und wurde in einer antifaschistischen Jugendgruppe aktiv, deren Leiter Helmut Hartwig war. Beide wurden 1946 als Mitglieder der FDJ von der SED nominiert und in die Stadtverordnetenversammlung Chemnitz gewählt. Sie heirateten 1947. Sie arbeitete dann als Kulturreferentin der FDJ in Dresden und war von 1950 bis 1954 als Mitglied der VVN-Fraktion Abgeordnete der Volkskammer. Im Jahr 1980 ging sie in Rente und lebte in Berlin.

## Auszeichnungen
- 1980 Vaterländischer Verdienstorden in Bronze und 1985 in Silber